# Тверская, Юлия Самуиловна
Юлия Самуиловна Тверская (англ. Julia Tverskaya; род. 19 сентября 1959, Москва) — американская шахматистка, международный мастер среди женщин (1992). По профессии — лингвист.
Выпускница математической средней школы № 91 (1976). Окончила филологический факультет МГУ (1981).
Занималась у Р. Альтшулера, Р. Кимельфельда, А. Константинопольского. Участница чемпионатов Москвы (1983, 10-е; 1988, 11-е). С 1992 живет в США.
Участница четырёх чемпионатов США (лучший результат: 1992, 3—4-е). Участница межзонального турнира в Джакарте (1993). В составе сборной США участница Олимпиады в Москве (1994).

## Семья[3]
- Муж — Виктор (род. 1958)
  - Дочь — Екатерина (род. 1984)
  - Дочь — Надежда (род. 1986)

## Изменения рейтинга
| Графики недоступны из-за технических проблем. См. информацию на Фабрикаторе и на mediawiki.org. |